# Puget-Rostang
Pour les articles homonymes, voir Puget (homonymie).
Puget-Rostang (en italien Poggetto Rostagno, en occitan Lo Puget Rostanh) est une commune française située dans le département des Alpes-Maritimes en région Provence-Alpes-Côte d'Azur. 
Ses habitants sont appelés les Rostagnois.

## Géographie
Puget-Rostang se situe à 70 km de Nice et 6 km de Puget-Théniers, chef-lieu de canton.
Le climat est de type méditerranéen, cependant en raison de l’altitude, qui atteint 700 m, il arrive que le temps en hiver soit froid et vif bien qu'ensoleillé. Le village n'est toutefois pas à l'abri d'une chute de neige.

### Géologie et relief
La commune se compose de 2 239,55 hectares de forêts et milieux semi-naturels (99,98 %).
Le village se situe au confluent de la Mairola et du riou d’Auvare. La vallée de la Mairola, orientée est-ouest, est composée d’alternances de marnes, calcaires et schistes du Crétacé. Elle est dominée par le Cimaillon (1 514 m).

### Climat
Pour des articles plus généraux, voir Climat de Provence-Alpes-Côte d'Azur et Climat des Alpes-Maritimes.
En 2010, le climat de la commune est de type climat méditerranéen altéré, selon une étude du Centre national de la recherche scientifique s'appuyant sur une série de données couvrant la période 1971-2000. En 2020, Météo-France publie une typologie des climats de la France métropolitaine dans laquelle la commune est exposée à un climat de montagne ou de marges de montagne et est dans la région climatique  Var, Alpes-Maritimes, caractérisée par une pluviométrie abondante en automne et en hiver (250 à 300 mm en automne), un très bon ensoleillement en été (fraction d’insolation > 75 %), un hiver doux (8 °C) et peu de brouillards. 
Pour la période 1971-2000, la température annuelle moyenne est de 11 °C, avec une amplitude thermique annuelle de 16 °C. Le cumul annuel moyen de précipitations est de 1 067 mm, avec 6 jours de précipitations en janvier et 5,3 jours en juillet. Pour la période 1991-2020, la température moyenne annuelle observée sur la station météorologique de Météo-France la plus proche, « Ascros », sur la commune d'Ascros à 10 km à vol d'oiseau, est de 10,8 °C et le cumul annuel moyen de précipitations est de 930,1 mm. 
La température maximale relevée sur cette station est de 34,4 °C, atteinte le 18 juillet 2023 ; la température minimale est de −10,7 °C, atteinte le 28 février 2018,,. 
Les paramètres climatiques de la commune ont été estimés pour le milieu du siècle (2041-2070) selon différents scénarios d'émission de gaz à effet de serre à partir des nouvelles projections climatiques de référence DRIAS-2020. Ils sont consultables sur un site dédié publié par Météo-France en novembre 2022.

## Urbanisme

### Typologie
Au 1er janvier 2024, Puget-Rostang est catégorisée commune rurale à habitat dispersé, selon la nouvelle grille communale de densité à 7 niveaux définie par l'Insee en 2022.
Elle est située hors unité urbaine. Par ailleurs la commune fait partie de l'aire d'attraction de Nice, dont elle est une commune de la couronne,. Cette aire, qui regroupe 100 communes, est catégorisée dans les aires de 200 000 à moins de 700 000 habitants,.

### Occupation des sols
L'occupation des sols de la commune, telle qu'elle ressort de la base de données européenne d’occupation biophysique des sols Corine Land Cover (CLC), est marquée par l'importance des forêts et milieux semi-naturels (100 % en 2018), une proportion identique à celle de 1990 (100 %). La répartition détaillée en 2018 est la suivante : 
milieux à végétation arbustive et/ou herbacée (49,8 %), forêts (31,5 %), espaces ouverts, sans ou avec peu de végétation (18,7 %).
L'évolution de l’occupation des sols de la commune et de ses infrastructures peut être observée sur les différentes représentations cartographiques du territoire : la carte de Cassini (XVIIIe siècle), la carte d'état-major (1820-1866) et les cartes ou photos aériennes de l'IGN pour la période actuelle (1950 à aujourd'hui).

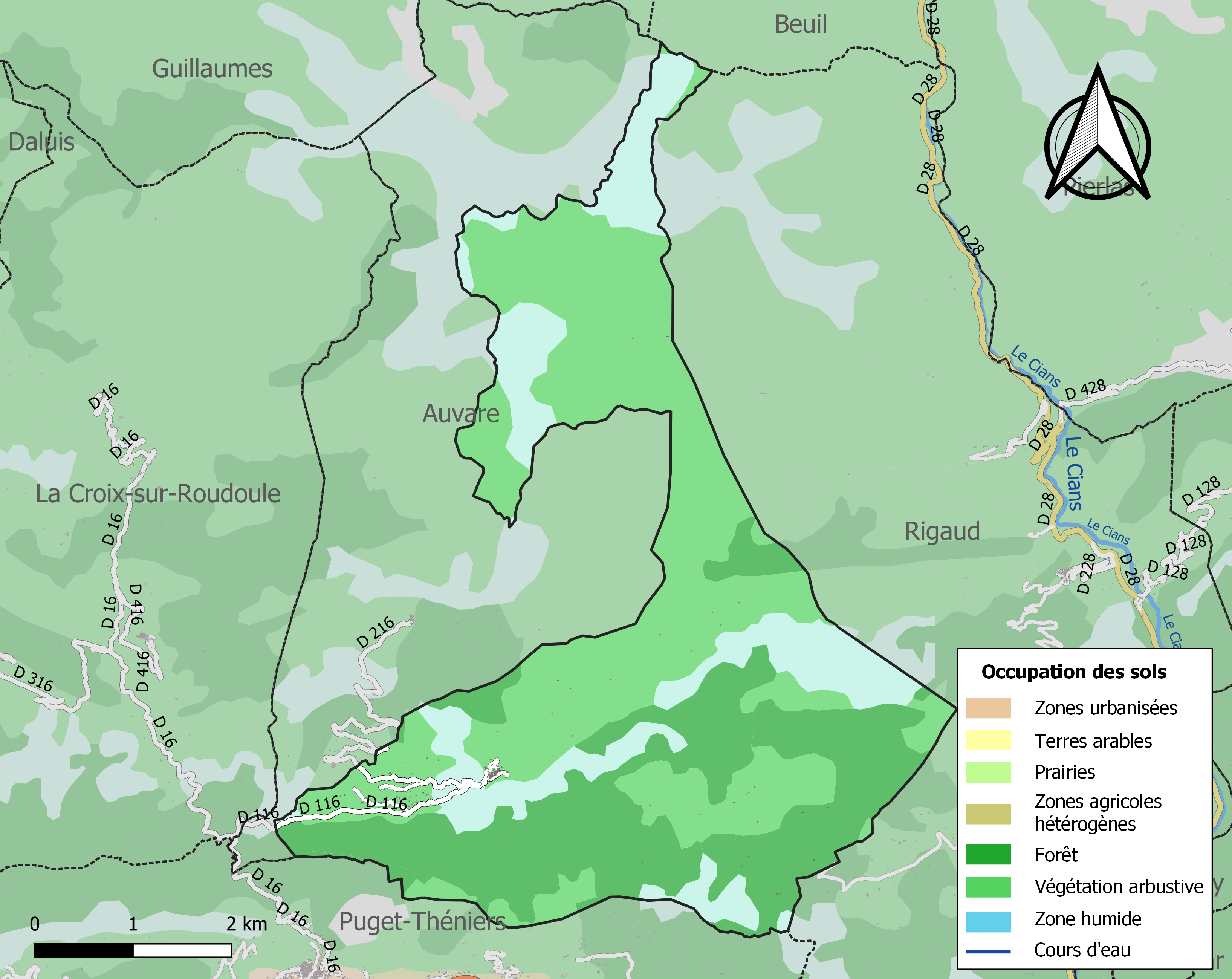
Carte de l'occupation des sols de la commune en 2018 (CLC).

## Toponymie
Le toponyme Puget est le diminutif de Puech ou Puig qui signifie « puy » et correspondent à mont dans la langue d'oïl.
Le toponyme Rostang est la forme provençale du patronyme d'origine germanique (hrod-, gloire; -stain, pierre). Il pourrait aussi dériver de l'ancien occitan ros (« roseau » ou « rouge, roux ») et estanh (« étang »), pouvant faire allusion à la couleur d’eaux stagnantes.

## Historique
Jusqu’en 1100, le territoire de Puget-Rostang aurait couvert les communes actuelles de Puget-Rostang, Rigaud et Auvare. Son château est alors situé sur le mont Cimaillon ; sa paroisse est la vieille église Saint-Julien. Un premier partage de ce fief a lieu au début du XIIe siècle. Il a pour origine la création de la seigneurie de Rigaud.
Au XIIIe siècle, les Glandèves, l'une des grandes familles du Haut pays, refusent de se soumettre à l’autorité des comtes de Provence. Ces affrontements entraînent la construction ou le déplacement de nombreux châteaux par des familles du Haut pays pour occuper le terrain et par le comte ou ses alliés pour tenter de s’implanter. C’est dans ce contexte qu’il faut situer le déplacement du château de Puget-Rostang sur l'actuel site du village.
Le village s’est probablement organisé à cette période autour de son donjon. Dès le XIVe siècle, les habitants passent une convention avec leur seigneur, Pons de Daluis, au sujet des droits seigneuriaux. En 1402, ces mêmes droits font l’objet de transactions entre la population et Elzéar de Daluis. Les habitants sont organisés en « Universitas », communauté dotée d’une personnalité morale, et ont le droit d’avoir des représentants permanents, appelés « syndics ». En 1528, ils passent une nouvelle convention avec leur seigneur Georges de Castellane. La communauté est dirigée par deux consuls, et le conseil se réunit dans la maison commune dite du Saint-Esprit. En 1681, le fief de Puget-Rostang passe à la famille Boéri, puis au Champoussin en 1786. À la Révolution, des soldats « galeux » sont logés dans le donjon. Les troupes circulaient en effet régulièrement dans la vallée du Var. L’exode rural s’accélère de la fin du XIXe siècle aux années 1960. En 1966 est fondée l’Association des Amis de la Roudoule qui avait pour vocation le développement de la vallée. Elle donne naissance à l’écomusée du pays de la Roudoule qui siège au village depuis 1986.

## Héraldique
| Blason de Puget-Rostang | Blason  | D’or au mont de sable mouvant de la pointe surmonté d’une étoile de seize rais de gueules. |
| Blason de Puget-Rostang | Détails | Le statut officiel du blason reste à déterminer.                                           |

## Architecture
Le village est bâti en fer à cheval autour du donjon, perché au sommet du téton rocheux en ressaut. L’habitat est fortement aggloméré. Les murs pignons mitoyens et les façades juxtaposées forment des bandeaux continus qui constituent une véritable enceinte. Le village était autrefois fermé par trois portes. Sa défense s'organisait autour du donjon. Les bandes de constructions épousent les courbes de niveau délimitant ainsi un réseau de voies "principales" parallèles, reliées entre elles par des passages en escaliers. Le relief accidenté procure à l'ensemble une configuration en gradins assurant à chaque bâtiment un ensoleillement suffisant.
Cette disposition entraîne un type d'habitat particulier : la maison est en hauteur, sur trois ou quatre niveaux et de plan rectangulaire allongé. La façade principale est sur le mur gouttereau et donne directement sur la rue. Une seconde rue borde la façade arrière par laquelle on accède directement à la partie du logement proprement dite.
L'entrée de la maison d'habitation débouche sur une salle commune. L’étage donne sur une chambre. Les réserves de céréales et de fruits étaient engrangées dans les combles auxquels on se rendait par une échelle de meunier. La partie supérieure de la face sud était entièrement ouverte pour la ventilation des récoltes. Cet élément d’architecture se nomme sòuleaïre. De nos jours, beaucoup d’entre eux sont fermés par des baies vitrées formant ainsi une pièce de logement supplémentaire. La partie basse de l'habitation comprend une cave, à laquelle on accède par la face avant dans la rue en contrebas.
Les toits de tuiles sont d’une structure très simple afin d’éviter une grande consommation de bois d’œuvre, toujours rare. On utilise un plan de charpente simplifié. La plupart des toits comportent un seul pan de toiture s’appuyant sur deux murailles latérales de hauteur décroissante.

## Politique et administration

### Liste des maires
| Période    | Période  | Identité        | Étiquette | Qualité      |
| ---------- | -------- | --------------- | --------- | ------------ |
| avant 1995 | ?        | Ange Maurin     |           |              |
| avril 2011 | 2020     | Christian Belz  | SE        | Cadre        |
| 2020       | En cours | Philippe Hachet |           | Ancien cadre |

Depuis le 1er janvier 2014, Puget-Rostang fait partie de la communauté de communes des Alpes d'Azur. Elle était auparavant membre de la communauté de communes des vallées d'Azur, jusqu'à la disparition de celle-ci lors de la mise en place du nouveau schéma départemental de coopération intercommunale.

### Budget et fiscalité 2023
En 2023, le budget de la commune était constitué ainsi :
- total des produits de fonctionnement : 156 000 €, soit 1 227 € par habitant ;
- total des charges de fonctionnement : 116 000 €, soit 934 € par habitant ;
- total des ressources d'investissement : 42 000 €, soit 327 € par habitant ;
- total des emplois d'investissement : 78 000 €, soit 616 € par habitant ;
- endettement : 74 000 €, soit 587 € par habitant.

Avec les taux de fiscalité suivants :
- taxe d'habitation : 12,47 % ;
- taxe foncière sur les propriétés bâties : 15,76 % ;
- taxe foncière sur les propriétés non bâties : 32,59 % ;
- taxe additionnelle à la taxe foncière sur les propriétés non bâties : 0,00 % ;
- cotisation foncière des entreprises : 0,00 %.

Chiffres clés Revenus et pauvreté des ménages en 2021 : médiane en 2021 du revenu disponible, par unité de consommation : 21 620 €.

## Population et société

### Démographie

#### Évolution démographique
L'évolution du nombre d'habitants est connue à travers les recensements de la population effectués dans la commune depuis 1793. Pour les communes de moins de 10 000 habitants, une enquête de recensement portant sur toute la population est réalisée tous les cinq ans, les populations de référence des années intermédiaires étant quant à elles estimées par interpolation ou extrapolation. Pour la commune, le premier recensement exhaustif entrant dans le cadre du nouveau dispositif a été réalisé en 2008.

En 2022, la commune comptait 121 habitants, en évolution de −7,63 % par rapport à 2016 (Alpes-Maritimes : +2,85 %, France hors Mayotte : +2,11 %).
| 1793 | 1800 | 1806 | 1822 | 1838 | 1848 | 1858 | 1861 | 1866 |
| ---- | ---- | ---- | ---- | ---- | ---- | ---- | ---- | ---- |
| 280  | 252  | 281  | 272  | 191  | 204  | 176  | 177  | 184  |

| 1872 | 1876 | 1881 | 1886 | 1891 | 1896 | 1901 | 1906 | 1911 |
| ---- | ---- | ---- | ---- | ---- | ---- | ---- | ---- | ---- |
| 193  | 202  | 166  | 181  | 151  | 140  | 137  | 129  | 127  |

| 1921 | 1926 | 1931 | 1936 | 1946 | 1954 | 1962 | 1968 | 1975 |
| ---- | ---- | ---- | ---- | ---- | ---- | ---- | ---- | ---- |
| 85   | 65   | 57   | 71   | 50   | 37   | 24   | 61   | 70   |

| 1982 | 1990 | 1999 | 2006 | 2008 | 2013 | 2018 | 2022 | - |
| ---- | ---- | ---- | ---- | ---- | ---- | ---- | ---- | - |
| 85   | 115  | 114  | 108  | 106  | 131  | 127  | 121  | - |

### Enseignement
Établissements d'enseignements : 
- Écoles maternelles et primaires à Puget-Théniers, Touët-sur-Var, Saint-Pierre, La Penne, Ascros.
- Collèges à Puget-Théniers, Saint-Sauveur-sur-Tinée, Annot.
- Lycées à Valdeblore.

### Santé
Professionnels et établissements de santé :
- Médecins à Puget-Théniers[30].
- Pharmacies à Puget-Théniers, Entrevaux, Guillaumes[31].
- Hôpitaux à Puget-Théniers, Entrevaux[32].

### Cultes
- Culte catholique, la commune relève de la  paroisse Notre-Dame du Var[33], Diocèse de Nice.

## Économie

### Entreprises et commerces

#### Agriculture
- Élevage d'ovins et de caprins.

Jusqu’au milieu du XIXe siècle le maître mot fut autoconsommation. Les céréales en culture sèche sur des terrains graveleux ne permettaient que l’emploi de l’araire. Le rendement des vignes, en bordure des terrasses, ne répondait qu’à une consommation familiale, comme les quelques oliviers et figuiers.
L’élevage se limitait à une vingtaine de brebis par famille, deux chèvres, et pour charrier tout le nécessaire une mule ou un âne. Le village était cependant réputé pour ses prunes.

#### Tourisme
- L'écomusée du pays de la Roudoule, acteur culturel majeur pour le développement touristique de la vallée, attire de nombreux visiteurs[34],[35].
- Hébergements et restauration à Puget-Rostang, Puget-Théniers, Roubion, Rimplas, Annot, Briançonnet, Saint-Auban.

#### Commerces
- Aujourd’hui, les entreprises artisanales dominent et exportent leur savoir-faire.
- Commerces et services de proximité[36].

## Lieux et monuments

### Églisede la SainteTrinitéXIIIe–XIXesiècle

#### Historique
De l’église romane extrême fin du XIIIe s. – 1/3 XIVe s. subsisterait la nef aux murs remaniés,.
Dans la seconde moitié du XVIe s., l’abside est remplacée par une travée de chœur au couvrement porté par de fortes nervures non appareillées. On ignore l’aspect du chevet d’alors.
Dans le dernier tiers du XVIIIe s. est construite une abside, polygonale à l’extérieur semi-circulaire à l’intérieur, couverte d’un plafond plat et décor rococo.
1785 - Des travaux sont entrepris au mur nord pour lutter contre l’humidité par le maçon Julien Pandory (Puget-Théniers). Il mentionne que l’autel des âmes du Purgatoire est dégradé.
1812 - Le maçon Baptiste Maurin (Puget-Rostang) assure la réfection de la toiture et de sa couverture.
1871 - De grands travaux de rénovation sont entrepris par l’entreprise Pierlas. C’est à cette occasion que la nouvelle sacristie est construite au sud. Un oculus est percé dans le mur sud. L’ancienne chaire est murée. Le clocher est surélevé et doté d’un campanile. La toiture est réparée. Le maître autel est reconstruit, une barrière séparant la nef du chœur est créée.
1913 - L’entreprise Bodiment Fils double le mur nord en brique, ferme de la niche à l’angle nord-ouest donnant sur l’ancienne tribune. L’entreprise répare la toiture et l’accès au clocher.
1988 - On projette des billes de polystyrène sur la voûte et l’on habille les murs nord et sud de la nef par panneaux de bois aggloméré imitant la pierre. Une exposition de reproduction photographique de l’œuvre de Louis Bréa de la première période est présentée par l’écomusée du pays de la Roudoule.
1998 - l’entreprise Pierre Maurin restaure l’abside et le chœur. Elle prolonge les pilastres jusqu’au sol et les habille de faux marbre. On redécouvre l’ancienne sacristie dans le mur nord et l’on y crée un trésor. Le choix de couleur  jaune de l’abside correspond à l’état de 1872. La décoration peinte que l’on peut dater de 1913, lis et guirlandes de tissus rouge sur fond orange n’est pas reproduite. La même année, David Maurin, (Art et Bois), et (Tarabiscot bois) restaurent le mobilier. Richard Maurin, (Horizon bois) assure la réfection du clocher et de la toiture. Les tableaux sont confiés à la restauration de M. Patrick Vard (atelier Vard à Nice). Toutes ces entreprises sont intimement liées au village de Puget-Rostang.
2006 - La nef est entièrement restaurée par l’entreprise A Chaux et Sable (Sospel), la voûte est décroûtée et enduite avec un mélange chaux, ciment blanc, sable. Les peintures sont reproduites au badigeon. C’est à l’occasion de cette restauration que l’on découvre l’existence d’une tribune. Le plancher de la sacristie est réparé et les retables restaurés.

#### Description
Nef unique rectangulaire prolongée d’un chœur, comportant une travée proche du carré et une abside semi-circulaire. Au centre deux autels latéraux se répondent (autel et retable à double pilastre). L’articulation nef-travée de chœur est marquée par un fort arc triomphal.
L’entrée du chœur est soulignée par un emmarchement d’un degré portant une barrière de communion métallique (1871) en remplacement d’une barrière en noyer mentionnée en 1785. Le chœur donne accès au nord au trésor fermé par une grille (1998).
À l’angle nord-ouest se trouvait une porte, ouvrant sur la calade, permettant d’accéder à ce que l’on peut supposer être une tribune en bois d’une largeur peu importante. Au niveau du départ de la voûte à l’angle nord-ouest une niche a été découverte en 2006. Elle surplombait la tribune. Elle semble avoir été bouclée en 1913.
Une lucarne a été percée en 1871 au-dessus de la porte de l’église dans l’axe vertical du clocher, afin d’harmoniser la façade. Cependant à l’intérieur, cet oculus est décalé par rapport à l’axe de la nef. À l’origine, il était fermé par un châssis supportant des vitraux de couleur assortis.
Du côté nord, on relate en 1785 d’importants problèmes d’humidité, endommageant l’autel des Âmes du purgatoire (détruit en 1988). Pour cette même raison, des travaux plus importants seront réalisés en 1913. La maçonnerie est doublée à mi-hauteur en brique au niveau de l’autel des âmes du purgatoire. De plus les maçons établissent une couverture sur la ruelle au nord de l’église.
Une ouverture et un escalier en colimaçon très étroit appuyé sur la roche permettaient d’accéder à la chaire. Cette ouverture fut murée à l’occasion des travaux réalisés en 1871. Par ailleurs, une niche fut construite à l’emplacement de la vieille chaire.
L’ancienne sacristie (actuel trésor) a été creusée dans la roche. La partie supérieure du mur est repose sur la roche. Le mur ouest est percé d’un placard de rangement. La sacristie est voûtée en demi berceau dans le sens est-ouest, les murs et la voûte ont été enduits.
Le côté sud est animé par l’autel de la Vierge en son centre, aujourd’hui encadré de deux fenêtres à ébrasement rectangulaire. Une troisième fenêtre ouvrait au niveau de la sacristie.
En 1871, le mur est percé en quatre endroits. Une embrasure est ouverte à l’ouest pour loger le récent confessionnal. On construit une porte d’accès dans la sacristie pour prêcher dans la nouvelle chaire. On perce une niche à l’aplomb d’une fenêtre qui donne désormais dans la sacristie. La porte de la nouvelle sacristie est percée au niveau d’une fenêtre.
Le clocher quadrangulaire a fait l’objet d’un exhaussement en deux phases. Il était percé à l’origine de sept ouvertures. Trois ouvertures au niveau d’une petite ouverture encore visible en façade (expression de la Trinité) et quatre en partie supérieure en dessous du cordon de pierre. Elles ont été condamnées par l’entreprise Pierlas en 1871. L’entreprise a exhaussé le clocher et l’a surmonté d’un campanile.

#### Décoration
L’abside est décorée d’un plafond demi circulaire animé d’une colombe avec nuage et rayonnement. Le fond de l’abside est animé par deux couronnes « végétalisées » en stuc, encadrant à l’origine deux petits tableaux circulaires (tondo). Nous ne connaissons pas l’iconographie de ces tableaux. Dans une crédence en noyer, se trouvait la croix processionnelle en noyer plaqué en argent et un Christ.
En 1785, le maître autel en plâtre est recouvert d’un tapis en toile peinte, avec un cadre en noyer pour le devant d’autel. Il a été reconstruit en 1872. L’autel se compose trois gradins avec un tabernacle habillé de marbre gris clair. Scellée sur le tabernacle du maître autel se trouve une gloire en marbre tenue par quatre colonnes en marbre blanc. Au dos, se trouvent des inscriptions au crayon dédiées au maréchal Pétain par des enfants lors de la fête patronale Sainte Anne du 27 juillet 1941.
Derrière l’autel se trouvait un retable représentant La Vierge et saint Sébastien, mentionné lors de la visite de Mgr Hachette des Portes, le 22 septembre 1785. Il est précisé que le tableau est encadré dans un cadre doré peint et tout neuf, et qu’il est recouvert d’un rideau d’indienne tout neuf. Dans l’inventaire du 29 ventôse an II, il est suspendu avec deux fanaux aux lanternes processionnelles.
L’arc triomphal est animé par les trois vertus théologales : « Charité, Foi, Espérance » (le calice, la croix et l’ancre) encadrées par des têtes d’angelots. La décoration est en stuc.
Du côté sud, casque, sponton (lance courte) et palme en stuc sont une référence à saint Julien, dont le buste était conservé dans la niche en dessous fermée par une porte. De l’autre côté se trouve un placard, dans lequel était conservé un buste de la Vierge. Le baptistère est surmonté d’une coquille et d’une colombe en stuc.
À l’extérieur, le clocher a été souligné par une bande de frise de guillochis oblique bleu sur fond blanc courant sur les arêtes nord et sud à l’extérieur. L’arc en plein cintre surmontant la porte a été repeint en blanc avec un liseré bleu pour les jointures, puis dans un second temps en blanc.

### Chapelle de montagne Saint-Julien
La chapelle Saint Julien est un but de pèlerinage annuel à la Pentecôte.

### Chapelle Sainte-Anne
La chapelle Sainte-Anne,.

### Oratoires
Le circuit de randonnées des oratoires.

### Monuments commémoratifs
- Plaque commémorative située sur le mur de l'église, rue du Collet[44].
- Plaque commémorative maison Féraud Clément[45].

## Personnalités liées à la commune
- Famille de Glandevès.
- Julien-Joseph, Paul Massiera, bûcheron ; résistant du Special Operations Executive (SOE) et Organisation de résistance de l'Armée (ORA)[46].